# Microcrambus croesus
Microcrambus croesus là một loài bướm đêm trong họ Crambidae.